# Union Pacific Railroad
 "Union Pacific" omdirigeres hertil. For filmen fra 1939, se Union Pacific (film).
Union Pacific Railroad (UP) er en amerikansk intermodal godstransportør, primært via jernbane, med hovesæde i Omaha, Nebraska i USA. Ejerne er Union Pacific Corporation (UNP), som også har hovedsæde i Omaha.  UP's jernbanenetværk dækker 23 delstater vest for Chicago og New Orleans, og har en længde på 51.177 km, hvilket gør netværket til det største i USA.  UP har 8.300 lokomotiver og 45.400 ansatte.
Union Pacific Corporation er vokset ved at opkøbe andre jernbaneselskaber, blandt andre Missouri Pacific, Chicago and North Western, Western Pacific, Missouri-Kansas-Texas og Southern Pacific (herunder Rio Grande).  Union Pacific Corporation ejer også 26 procent af det mexicanske Ferromex.
Den største jernbanekonkurrent er BNSF Railway, som dækker meget af det samme område med sit eget netværk.